# Centroscyllium fabricii
Centroscyllium fabricii е вид хрущялна риба от семейство Светещи акули (Etmopteridae). Видът не е застрашен от изчезване.

## Разпространение и местообитание
Разпространен е в Аржентина, Великобритания (Северна Ирландия), Гвинея, Гренландия, Исландия, Канада (Лабрадор, Нова Скотия, Нюфаундленд и Северозападни територии), Мавритания, Мароко, Намибия, Норвегия, САЩ (Вирджиния, Масачузетс, Мериленд, Ню Джърси и Ню Йорк), Сенегал, Сиера Леоне, Фарьорски острови и Южна Африка (Западен Кейп и Северен Кейп).
Обитава крайбрежията на океани, морета, заливи и реки в райони с тропически и умерен климат. Среща се на дълбочина от 180 до 1512,5 m, при температура на водата от -0,8 до 19,1 °C и соленост 31,5 – 36,3 ‰.

## Описание
На дължина достигат до 1,1 m.